# Corpus separatum
Corpus separatum er latinsk for "adskilt legeme". FN's delingsplan for Palæstina i 1947 benyttede dette udtryk om en foreslået international administreret zone med Jerusalem og nogle nærliggende byer som Betlehem og Ein Karim.
Det var "med hensyn til dens assosiation med tre verdensreligioner" og derfor "speciel og få separat behandling fra resten af Palæstina og burde være under virksom FN-kontrol". 
Planen blev ikke iværksat; i stedet tog Israel og Transjordan kontrol over dele af området. To årtier senere fik Israel under seksdageskrigen kontrol over Østjerusalem og hele Vestbredden og tilføjede straks Østjerusalem som en del af Israel og den samlede administration i Jerusalem, som ikke har grænser som  foreslået i corpus separatum og uden Betlehem.